# 切り捨て可能素数
左切り捨て可能素数（ひだりきりすてかのうそすう、英: left-truncatable prime）あるいは単に切り捨て可能素数とは、それ自身が素数であるとともに、左から数字を順に取り除いたものが全て素数であり、さらにどの桁も 0 ではないものをいう。同様に、右切り捨て可能素数も定義できる。「素な素数」とも称される。

## 左切り捨て可能素数
例えば 4632647 は、それ自身が素数であって、左から順に数字を切り捨てた数 632647, 32647, 2647, 647, 47, 7 が全て素数であり、どの桁も 0 ではないので、左切り捨て可能素数である。0 を含まないという条件は、1060+7 のようなつまらない例（切り捨てた数が全て 7 となってしまう）を排除するためである。
左切り捨て可能素数を小さい順に列挙すると
2, 3, 5, 7, 13, 17, 23, 37, 43, 47, 53, 67, 73, 83, 97, 113, 137, 167, 173, 197, 223, 283, 313, …（オンライン整数列大辞典の数列 A024785）
となる。左切り捨て可能素数は有限個しか存在しない。実際、1桁のものは 2, 3, 5, 7 しかなく、2桁のものはこれらの左に数字を付け足したもののみが候補なので、計算機を利用すれば容易に桁数の小さい方から列挙することができ、最大のものは24桁の数
357686312646216567629137
であることが分かる。桁ごとの左切り捨て可能素数の個数は
4, 11, 39, 99, 192, 326, 429, 521, 545, 517, 448, 354, 276, 212, 117, 72, 42, 24, 13, 6, 5, 4, 3, 1（A050987）
であり、合計で4260個である。

## 右切り捨て可能素数
右切り捨て可能素数を小さい順に列挙すると
2, 3, 5, 7, 23, 29, 31, 37, 53, 59, 71, 73, 79, 233, 239, 293, 311, …（A024770）
であり、最大のものは8桁の数 73939133 である。この数自身および右から順に数字を切り捨てた数 7393913, 739391, 73939, 7393, 739, 73, 7 は、確かに全て素数である。桁ごとの右切り捨て可能素数の個数は
4, 9, 14, 16, 15, 12, 8, 5（A050986）
であり、合計で83個である。
左切り捨て可能素数かつ右切り捨て可能素数であるものは、
2, 3, 5, 7, 23, 37, 53, 73, 313, 317, 373, 797, 3137, 3797, 739397（A020994）
の15個のみである。

## 他の記数法
以上は通常の十進法での話であるが、10以外の任意の底における位取り記数法で全く同じことが考えられる。例えば、四進法における最大の左切り捨て可能素数は 333323（十進法で 4091）であり、それ自身および切り捨てた数 33323, 3323, 323, 23, 3（十進法で 1019, 251, 59, 11, 3）は確かに全て素数である。n = 2, …, 29 に対するn進法における左切り捨て可能素数の個数は
0, 3, 16, 15, 454, 22, 446, 108, 4260, 75, 170053, 100, 34393, 9357, 27982, 362, 14979714, 685, 3062899, 59131, 1599447, 1372, 1052029701, 10484, 7028048, 98336, 69058060, 3926（A076623）
であり、その最大のものの（各々の記数法における）桁数は
0, 3, 6, 6, 17, 7, 15, 10, 24, 9, 32, 8, 26, 22, 25, 11, 43, 14, 37, 27, 37, 17, 53, 20, 39, 28, 46, 19（A103463）
である（初項の0は存在しないことを意味する）。三十進法における最大の左切り捨て可能素数はどうやら巨大になるらしく、この次の項は知られていない。